# 自殺突擊隊
自殺突擊隊（英語：Suicide Squad）是DC漫畫旗下的一個虛構組織，存在於DC宇宙中，又被稱為X特遣部隊（英語：Task Force X），初始版本首次出現於《勇敢與大膽》（第1卷）#25（1959年）和《傳奇》#3（1987年），最初形式的團隊是於《秘密起源》（第2卷）#14（1959年）中開始正式成立，後來也一同納入DC的新52計劃中而重啟了故事。
自殺突擊隊的負責人為美國政府的代理人阿曼達·華勒，自殺突擊隊的成員大多為罪犯，華勒藉由在他們體內植入炸彈的方式來強迫罪犯執行任務，而任務的內容皆為政府無法直接完成或見不得人的機密事項，萬一出錯亦可以讓罪犯們背黑鍋。
真人版電影《自殺突擊隊》由大衛·艾亞執導，並於2016年8月5日上映。

## 其他媒體

### 電視
- 《無限正義聯盟》第二季登場；「Task Force X」一集中登場。
- 《超人前傳》第九季登場。
- 《綠箭俠》第二季登場。
- 《少年正義聯盟》第三季登場。

### 電影

#### DC擴展宇宙
- （2016年）
- 《自殺突擊隊：集結》（2021年）

#### 動畫
- 《異世界自殺突擊隊》

#### 動畫電影
- 《正義聯盟：超級最前線（英语：Justice League: The New Frontier）》
- 《蝙蝠俠：血濺亞克漢》
- 《自殺突擊隊：嚴厲懲罰（英语：Suicide Squad: Hell to Pay）》

### 遊戲
- 《自殺突擊隊：戰勝正義聯盟》

## 外部連結
- 漫画书数据库：Suicide Squad (WWII Squad)
- 漫画书数据库：Suicide Squad (Brave & Bold backup)
- 漫画书数据库：Suicide Squad (post-Legends)
- 漫画书数据库：Suicide Squad (Sgt. Rock squad)
- 漫画书数据库：Suicide Squad (post-Infinite Crisis)
- 漫画书数据库：Suicide Squad (interim squads)